# Four Broncos Memorial Trophy
Four Broncos Memorial Trophy je hokejová trofej udělovaná každoročně nejužitečnějšímu hráči juniorské ligy Western Hockey League. Trofej je pojmenována na počest čtyř členů týmu Swift Current Broncos, kteří zemřeli při nehodě autobusu 30. prosince 1986. Byli to: Trent Kresse, Scott Kruger, Chris Mantyka a Brent Ruff.

## Držitelé Four Broncos Memorial Trophy

### Od sezóny 1994/95
- Hokejisté na barevném pozadí vyhráli také CHL Player of the Year.

| Sezóna  | Jméno             | Tým                   |
| ------- | ----------------- | --------------------- |
| 2013/14 | Sam Reinhart      | Kootenay Ice          |
| 2012/13 | Adam Lowry        | Swift Current Broncos |
| 2011/12 | Brendan Shinnimin | Tri-City Americans    |
| 2010/11 | Darcy Kuemper     | Red Deer Rebels       |
| 2009/10 | Jordan Eberle     | Regina Pats           |
| 2008/09 | Brett Sonne       | Calgary Hitmen        |
| 2007/08 | Karl Alzner       | Calgary Hitmen        |
| 2006/07 | Kris Russell      | Medicine Hat Tigers   |
| 2005/06 | Justin Pogge      | Calgary Hitmen        |
| 2004/05 | Eric Fehr         | Brandon Wheat Kings   |
| 2003/04 | Cam Ward          | Red Deer Rebels       |
| 2002/03 | Josh Harding      | Regina Pats           |
| 2001/02 | Dan Hamhuis       | Prince George Cougars |
| 2000/01 | Justin Mapletoft  | Red Deer Rebels       |
| 1999/00 | Brad Moran        | Calgary Hitmen        |
| 1998/99 | Cody Budkowsky    | Seattle Thunderbirds  |
| 1997/98 | Sergej Varlamov   | Swift Current Broncos |
| 1996/97 | Peter Schaefer    | Brandon Wheat Kings   |
| 1995/96 | Jarome Iginla     | Kamloops Blazers      |
| 1994/95 | Marty Murray      | Brandon Wheat Kings   |

### Mezi roky 1966 a 1994
- Hokejisté na barevném pozadí vyhráli také CHL Player of the Year.

| Sezóna  | Jméno                     | Tým                    |
| ------- | ------------------------- | ---------------------- |
| 1993/94 | Sonny Mignacca            | Medicine Hat Tigers    |
| 1992/93 | Jason Krywulak            | Swift Current Broncos  |
| 1991/92 | Steve Konowalchuk         | Portland Winter Hawks  |
| 1990/91 | Ray Whitney               | Spokane Chiefs         |
| 1989/90 | Glen Goodall              | Seattle Thunderbirds   |
| 1988/89 | Stu Barnes                | Tri-City Americans     |
| 1987/88 | Joe Sakic                 | Swift Current Broncos  |
| 1986/87 | Rob Brown (Západ)         | Kamloops Blazers       |
| 1986/87 | Joe Sakic (Východ)        | Swift Current Broncos  |
| 1985/86 | Rob Brown (Západ)         | Kamloops Blazers       |
| 1985/86 | Emanuel Viveiros (Východ) | Prince Albert Raiders  |
| 1984/85 | Cliff Ronning             | New Westminster Bruins |
| 1983/84 | Ray Ferraro               | Brandon Wheat Kings    |
| 1982/83 | Mike Vernon               | Calgary Wranglers      |
| 1981/82 | Mike Vernon               | Calgary Wranglers      |
| 1980/81 | Steve Tsujiura            | Medicine Hat Tigers    |
| 1979/80 | Doug Wickenheiser         | Regina Pats            |
| 1978/79 | Perry Turnbull            | Portland Winter Hawks  |
| 1977/78 | Ryan Walter               | Seattle Breakers       |
| 1976/77 | Barry Beck                | New Westminster Bruins |
| 1975/76 | Bernie Federko            | Saskatoon Blades       |
| 1974/75 | Bryan Trottier            | Lethbridge Hurricanes  |
| 1973/74 | Ron Chipperfield          | Brandon Wheat Kings    |
| 1972/73 | Dennis Sobchuk            | Regina Pats            |
| 1971/72 | John Davidson             | Calgary Cenntenials    |
| 1970/71 | Ed Dyck                   | Calgary Cenntenials    |
| 1969/70 | Reg Leach                 | Flin Flon Bombers      |
| 1968/69 | Bobby Clarke              | Flin Flon Bombers      |
| 1967/68 | Jim Harrison              | Estevan Bruins         |
| 1966/67 | Gerry Pinder              | Saskatoon Blades       |